# ارنست اشتاینیتس
ارنست اشتاینیتس (۱۳ ژوئن ۱۸۷۱–۲۹ سپتامبر ۱۹۲۸) ریاضیدان آلمانی بود.

## زندگی‌نامه
اشتاینیتس در لاوراهوته (شمیانوویتسه شلانسکیه)، زیلیزیا، آلمان (در حال حاضر در لهستان)، پسر سیگیسموند اشتاینیتس، تاجر زغال سنگ یهودی، و همسرش آگوست کوهن به دنیا آمد. او دو برادر داشت. وی در دانشگاه برسلاو و دانشگاه برلین تحصیل کرد، دکترای خود را از برسلاو در سال ۱۸۹۴ دریافت کرد. پس از آن، او در شارلوتنبرگ (اکنون دانشگاه فنی برلین)، برسلاو و دانشگاه کیل، آلمان موقعیت‌هایی را به دست گرفت، جایی که او در سال ۱۹۲۸ درگذشت. اشتاینیتس با مارتا اشتاینیتس ازدواج کرد و یک پسر داشت.

## کارهای ریاضی
وی همچنین کمک‌های تأثیرگذاری به نظریه چندوجهی کرد. کارهای وی در این زمینه پس از مرگ به عنوان کتابی در سال ۱۹۳۴ با عنوان «سخنرانی‌های تظری چندوجهی شامل عناصر توپولوژی» توسط هانس رادماخر منتشر شد.